# Stylurus plagiatus
Stylurus plagiatus е вид водно конче от семейство Gomphidae. Видът не е застрашен от изчезване.

## Разпространение
Разпространен е в Канада (Онтарио), Мексико (Нуево Леон) и САЩ (Айова, Алабама, Аризона, Арканзас, Вашингтон, Вирджиния, Джорджия, Западна Вирджиния, Илинойс, Индиана, Калифорния, Канзас, Кентъки, Луизиана, Мериленд, Минесота, Мисури, Мичиган, Ню Джърси, Ню Йорк, Ню Мексико, Оклахома, Охайо, Пенсилвания, Северна Каролина, Тексас, Тенеси, Уисконсин, Флорида и Южна Каролина).

## Описание
Популацията на вида е стабилна.